# Etefon
Etefon (kwas 2-chloroetylofosfonowy), ClCH2CH2PO3H2 – fosforoorganiczny związek chemiczny z grupy kwasów fosfonowych, regulator wzrostu i rozwoju roślin.
Jest stosowany w rolnictwie do regulacji rozwoju roślin w rozmaitych fazach oraz do przyspieszania dojrzewania owoców i warzyw. W sadownictwie, przy obfitym zawiązywaniu się owoców, do przerzedzania zawiązków w gatunkach ziarnkowych etefon stosowany jest w formie oprysku.
Po zastosowaniu rozkłada się z wydzieleniem kwasu fosforowego, kwasu solnego i etylenu, który jest właściwym czynnikiem aktywnym wpływającym na metabolizm roślin.